# 祈り〜神と仏と〜
『三重テレビ放送特別番組 祈り～神と仏と～』（みえてれびほうそうとくべつばんぐみ いのり かみとほとけと）は、2020年（令和2年）4月から三重テレビが制作し独立局を中心に2021年1月まで放送されたドキュメンタリー番組である。放送回数は全10回。

## 概要
制作局である三重テレビでは、毎月第4土曜日の21:00 - 21:55（JST）に本放送、翌月第1金曜日の同時間帯に再放送を行う。

## 各話リスト
| 回 | タイトル                                      |
| -- | --------------------------------------------- |
| 1  | 神よ、仏よ ～伊勢神宮と神宮寺～               |
| 2  | 大仏造立                                      |
| 3  | お水取りに降臨する神々                        |
| 4  | 日本書紀にみる神と仏                          |
| 5  | 本地垂迹とは                                  |
| 6  | 僧形八幡神像とは何か ～造形と建築～           |
| 7  | 修験道の成立と広がり                          |
| 8  | 本居宣長のカミ ～神仏分離～                   |
| 9  | フェノロサが見た光 ～廃仏毀釈から仏教美術へ～ |
| 10 | 神も、仏も、祈りの未来に                      |

## 出演者
全回通しての出演はナレーションでフリーアナウンサーの古館伊知郎。
第1回
- 多田實道（神照山廣泰寺住職/皇學館大学文学部国史学科教授） - 第2回にも出演
- 平野直裕（多度大社禰宜）
- 出口眞人（金剛證寺執事長）
- 奥義次（三重県文化財保護指導委員）

第2回
- 狹川普文（華厳宗大本山東大寺第223世別当） - 第3回にも出演
- 山本宗龍（宇佐神宮権禰宜） - 第6回にも出演
- 千種清美（皇學館大学非常勤講師/番組脚本家） - 第3回・第4回・第9回・第10回にも出演

第3回
- 杉本陛（伊賀一ノ井 松明講館長）

第4回
- 遠藤慶太（皇學館大学文学部国史学科教授）
- 植島寶照（飛鳥寺住職）
- 西田紀子（奈良文化財研究所飛鳥資料館主任研究員）
- 本名孝至（伊弉諾神宮宮司）

第5回
- 武覚超（天台宗総本山延暦寺長臈/比叡山救法寺住職）
- 宇代貴文（比叡山延暦寺国宝殿学芸員）
- 矢頭英征（日吉大社禰宜）

第6回
- 橋村公英（華厳宗宗務長/東大寺執事長）
- 吉田実生（伊奈冨神社禰宜）
- 村上博秋（大分県立歴史博物館学芸調査）
- 木村謙次郎（奈狩江地区住民自治協議会会長）

第7回
- 五條良知（金峯山修験本宗5代管長/総本山金峯山寺第31世管領）
- 池田淳（総本山金峯山寺文化財主任）
- 中井孝嘉（中井春風堂/葛菓子職人）

第8回
- 吉田悦之（本居宣長記念館名誉館長）
- 藤谷知良（真宗高田派本山専修寺庶務） - 第10回にも出演
- 村上英俊（真宗高田派本山専修寺総務）
- 河野訓（皇學館大学学長） - 第9回・第10回にも出演

第9回
- 倉本明佳（聖林寺住職）
- 山田浩之（大神神社権禰宜）
- 山口文章（総本山金剛峯寺執行 高野山真言宗山林部長）
- 丹生晃市（丹生都比売神社宮司）
- 渡邉良元（海徳寺住職）
- 山本翔麻（伊勢市教育委員会事務局 文化財振興課）

第10回
- 倉島隆行（曹洞宗塔世山四天王寺住職）

## ネット局
| 放送対象地域 | 放送局                               | 系列   | 放送日時 |
| ------------ | ------------------------------------ | ------ | --- |
| 三重県       | 三重テレビ放送(MTV)〈制作局〉        | JAITS  | 第01回：2020年04月27日 21:00 - 第02回：2020年05月23日 21:00 - 第03回：2020年06月27日 21:00 - 第04回：2020年07月25日 21:00 - 第05回：2020年08月22日 21:00 - 第06回：2020年09月26日 21:00 - 第07回：2020年10月24日 21:00 - 第08回：2020年11月28日 21:00 - 第09回：2020年12月26日 21:00 - 第10回：2021年01月23日 21:00 - |
| 岐阜県       | 岐阜放送（GBS）                      | JAITS  | 第01回：2021年01月11日 02:00 - 第02回：2021年01月18日 02:30 - 第03回：2021年01月25日 02:35 - 第04回：2021年02月01日 02:30 - 第05回：2021年02月08日 02:00 - 第06回：2021年02月15日 02:00 - 第07回：2021年02月22日 02:00 - 第08回：2021年03月01日 02:00 - 第09回：2021年03月08日 02:00 - 第10回：2021年03月15日 02:00 - |
| 栃木県       | とちぎテレビ（GYT）                  | JAITS  | 第01回：2020年05月17日 19:00 - 第02回：2020年06月06日 19:00 - 第03回：2020年08月09日 19:00 - 第04回：2020年09月19日 19:00 - 第05回：2020年10月17日 19:00 - 第06回：2020年11月08日 19:00 - 第07回：2020年12月30日 19:00 - 第08回：2021年01月23日 19:00 - 第09回：2021年02月20日 19:00 - 第10回：2021年03月20日 19:00 - |
| 千葉県       | 千葉テレビ放送（CTC）                | JAITS  | 第01回：2020年05月02日 18:05 - 第02回：2020年06月08日 18:05 - 第03回：2020年07月25日 18:05 - 第04回：2020年08月15日 18:05 - 第05回：2020年10月03日 18:05 - 第06回：2020年10月17日 18:05 - 第07回：2020年11月07日 18:05 - 第08回：2020年12月19日 18:05 - 第09回：2021年01月16日 18:05 - 第10回：2021年02月13日 18:05 - |
| 埼玉県       | テレビ埼玉（TVS）                    | JAITS  | 第01回：2020年05月10日 19:00 - 第02回：2020年06月14日 19:00 - 第03回：2020年07月04日 15:00 - 第04回：2020年08月02日 19:00 - 第05回：2020年10月03日 20:00 - 第06回：2020年11月07日 20:00 - 第07回：2021年01月01日 16:55 - 第08回：2021年01月04日 16:55 - 第09回：2021年02月07日 20:00 - 第10回：2021年03月07日 20:00 - |
| 神奈川県     | テレビ神奈川（TVK）                  | JAITS  | 第01回：2021年01月05日 19:00 - 第02回：2021年01月12日 19:00 - 第03回：2021年01月19日 19:00 - 第04回：2021年01月26日 19:00 - 第05回：2021年02月02日 19:00 - 第06回：2021年02月09日 19:00 - 第07回：2021年02月16日 19:00 - 第08回：2021年03月02日 19:00 - 第09回：2021年03月09日 19:00 - 第10回：2021年03月16日 19:00 - |
| 東京都       | 東京メトロポリタンテレビジョン（MX） | JAITS  | 第01回：2020年12月22日 07:00 - 第02回：2020年12月23日 07:00 - 第03回：2020年12月23日 17:00 - 第04回：2020年12月24日 07:00 - 第05回：2020年12月24日 17:00 - 第06回：2020年12月25日 07:00 - 第07回：2020年12月28日 17:00 - 第08回：2021年02月07日 11:00 - 第09回：2021年03月07日 11:00 - 第10回：2021年03月14日 11:00 - |
| 京都府       | 京都放送（KBS）                      | JAITS  | 第01回：2020年05月07日 19:00 - 第02回：2020年06月18日 19:00 - 第03回：2020年07月16日 19:00 - 第04回：2020年08月20日 19:00 - 第05回：2020年09月17日 19:00 - 第06回：2020年10月15日 19:00 - 第07回：2020年11月19日 19:00 - 第08回：2020年12月17日 19:00 - 第09回：2021年01月21日 19:00 - 第10回：2021年02月18日 19:00 - |
| 兵庫県       | サンテレビジョン（SUN）              | JAITS  | 第01回：2020年05月24日 14:00 - 第02回：2020年06月28日 14:00 - 第03回：2020年07月26日 14:00 - 第04回：2020年08月23日 14:00 - 第05回：2020年09月27日 14:00 - 第06回：2020年10月25日 14:00 - 第07回：2020年11月22日 16:30 - 第08回：2020年12月13日 16:00 - 第09回：2021年01月24日 16:00 - 第10回：2021年02月28日 16:30 - |
| 全国放送     | BSフジ                               | BS放送 | 第01回：2021年01月09日 12:00 - 第02回：2021年01月16日 12:00 - 第03回：2021年01月23日 12:00 - 第04回：2021年01月30日 12:00 - 第05回：2021年02月06日 12:00 - 第06回：2021年02月13日 12:00 - 第07回：2021年02月20日 12:00 - 第08回：2021年02月27日 12:00 - 第09回：2021年03月06日 12:00 - 第10回：2021年03月13日 12:00 - |

## スタッフ
- 制作著作：三重テレビ放送